# Alfred Baeumler

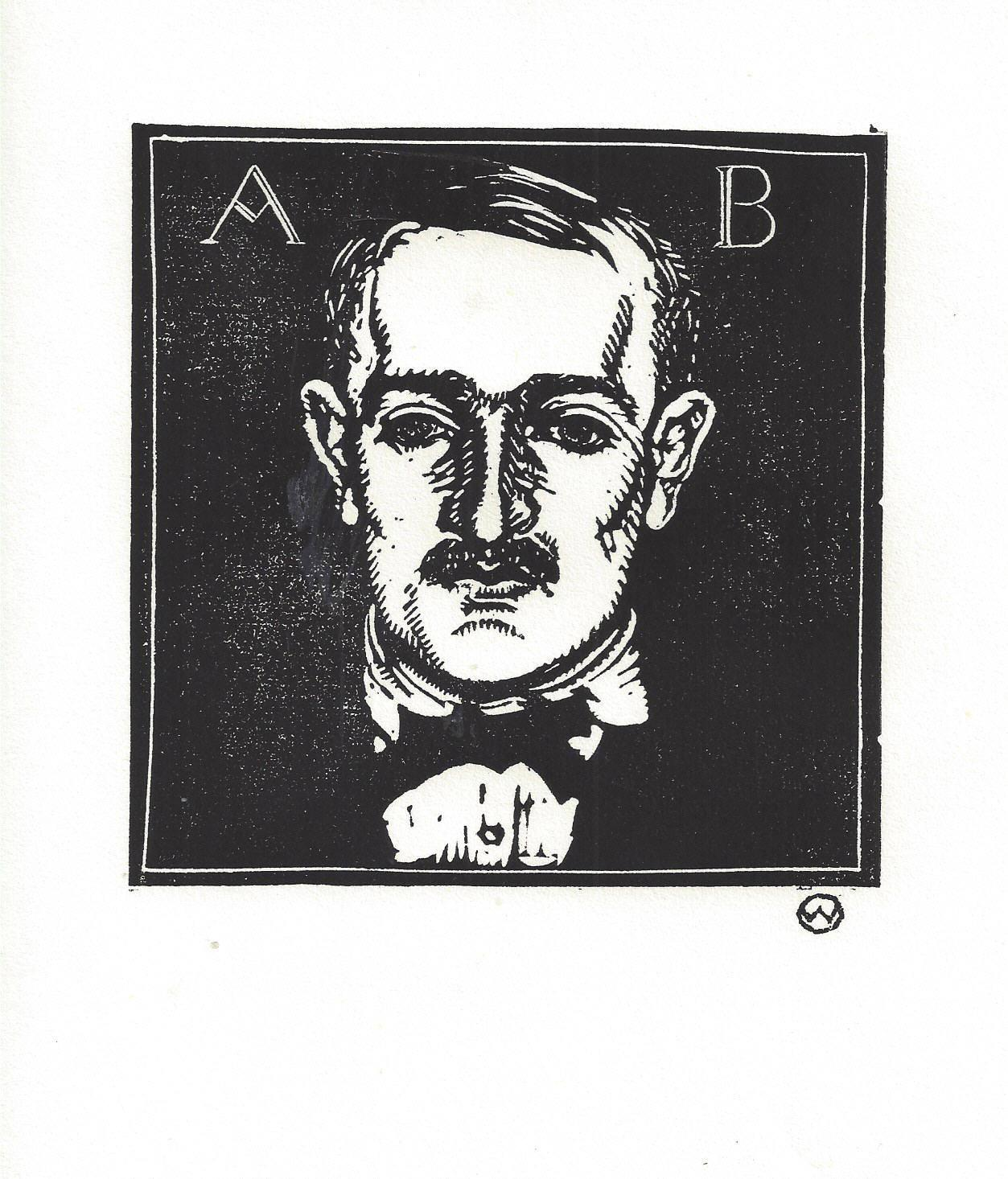
Alfred Baeumler.

Alfred Baeumler, född 19 november 1887, död 19 mars 1968, var en tysk filosof.
Baeumler blev professor vid Tekniska högskolan i Dresden 1929, därtill chef för det nya institutet för politisk pedagogik vid Berlins universitet 1933. Tillsammans med Ludwig Klages och Oswald Spengler hörde Baeumler till de tänkare som utvecklade vissa delar av Friedrich Nietzsche. Tillsammans med Klages såg han tillvaron som en ständigt nyskapande process och alla försök att hitta universella lagar dömda att misslyckas. Världen är en levande enhet, självt uppbyggd av levande enheter och speglande sig i dem. Men denna livenhet präglas inte som hos Gottfried Wilhelm von Leibniz av harmoni utan som hos Spengler eller Nietzsche genomsyrat av "vilja till makt", en "vilja till växande". Organismen anpassar sig inte efter omgivningen utan omgivningen efter sig själv. För Baeumler framstår därför den politiska kampmänniskan som maktviljans yttersta uttryck. Baeumler, som hade deltagit i första världskriget, anslöt sig tidigt till nationalsocialismen och blev vid sidan av Alfred Rosenberg en av de främsta företrädarna för dess filosofiskt färgade livsåskådning. Bland hans verk märks Kants kritik der Urteilkraft, ihre Geschichte und Systematik (1923), Nietzsche, der Philosoph und Politiker (1931), samt Männerbund und Wissenschaft (1934).